# Benny McLaughlin
Bernard Joseph McLaughlin, Jr. (Filadelfia, Pensilvania, 10 de abril de 1928 - West Chester, Pensilvania, 27 de diciembre de 2012) fue un futbolista estadounidense que jugó como delantero.
McLaughlin, fue uno de los mejores jugadores estadounidenses de su época, empezó a jugar en el Philadelphia Nationals, y disputó en la mayor parte de su carrera en equipos neoyorquinos.
Es miembro de la National Soccer Hall of Fame desde 1977. Asistió a la Universidad de Temple. En marzo de 2008 fue inducido en el Northeast Catholic High School Soccer Hall of Fame.

## Selección nacional
Jugó 12 partidos con la selección estadounidense y fue parte del equipo en los Juegos Olímpicos de Londres de 1948. Fue elegido para disputar el mundial de Brasil 1950, pero se marginó de la convocatoria por motivos familiares.

## Clubes
| Club                       | País           | Año         |
| -------------------------- | -------------- | ----------- |
| Philadelphia Nationals     | Estados Unidos | 1945 - 1954 |
| New York Brookhattan       | Estados Unidos | 1955 - 1957 |
| Uhrik Truckerss            | Estados Unidos | 1958 - 1960 |
| New York Hakoah            | Estados Unidos | 1961        |
| New York German-Hungarians | Estados Unidos | 1961 - 1963 |
| Vereinigung Erzgebirge     | Estados Unidos | 1963 - 1965 |